# Cirrhilabrus isosceles
Cirrhilabrus isosceles là một loài cá biển thuộc chi Cirrhilabrus trong họ Cá bàng chài. Loài này được mô tả lần đầu tiên vào năm 2016.

## Từ nguyên
Tính từ định danh isosceles trong tiếng Latinh mang nghĩa là "cân bằng", hàm ý đề cập đến vùng tam giác cân ở ngay giữa vây đuôi của cá đực.

## Phạm vi phân bố và môi trường sống
C. isosceles được tìm thấy từ đảo Izu Ōshima dọc theo bờ biển phía nam Nhật Bản trải dài đến quần đảo Yaeyama và đảo Okinawa (thuộc quần đảo Ryukyu); Lục Đảo (Đài Loan); đảo Luzon và Cebu (Philippines).
Các mẫu vật của C. isosceles được thu thập gần các rạn san hô và mỏm đá ngầm trên nền đá vụn ở độ sâu khoảng 24–60 m.

## Mô tả
Chiều dài lớn nhất được ghi nhận ở C. isosceles là 5,7 cm.
Thân trên của cá đực có màu cam, chuyển thành một dải màu vàng tươi ở giữa thân và màu tím nhạt ở bụng. Sọc màu tía dọc theo gốc vây lưng, giới hạn đến cuống đuôi. Các vệt sọc màu hồng đến tím nhạt trên đầu. Vệt sọc trên mắt băng chéo xuống gốc vây ngực và tiếp tục kéo dài đến gốc vây đuôi thành đường một sọc màu tía nổi bật. Phía dưới đầu lốm đốm các vệt vàng. Thân trên có một vệt màu hồng tím. Vây lưng có màu vàng cam, viền màu xanh lam ở rìa với một vệt đốm nổi bật màu nâu đen. Vây hậu môn tương tự vây lưng, nhưng có hàng đốm xanh lam ở gốc. Vây đuôi hình thoi có màu vàng tươi với cặp sọc chữ V màu xanh óng viền lấy rìa trên và dưới. Vây bụng trong mờ, có màu xanh lam; gai màu vàng nhạt.
Cá đực mùa giao phối phớt hồng ở ngực, chuyển thành màu đỏ tía ở thân sau và gốc vây hậu môn. Các sọc tía chuyển thành xanh lam ánh kim, tương tự như cặp sọc chữ V trên đuôi. Vệt hồng tím trên thân sẫm màu tím hơn.
Cá cái có màu cam sẫm, trắng đến tím nhạt ở thân dưới. Đầu có các sọc tím nhạt kéo dài dọc theo thân trên đến cuống đuôi. Các vây trong mờ, riêng đuôi có màu vàng nhạt ở trung tâm. Cá con lốm đốm các chấm trắng nhỏ ở thân trên với một đen nhỏ trên cuống đuôi.
Số gai ở vây lưng: 11; Số tia vây ở vây lưng: 9; Số gai ở vây hậu môn: 3; Số tia vây ở vây hậu môn: 9; Số tia vây ở vây ngực: 15; Số gai ở vây bụng: 1; Số tia vây ở vây bụng: 5.

## Sinh thái học
C. isosceles sống theo nhóm, thường lẫn vào đàn của Cirrhilabrus lunatus. Cá thể lai tạp giữa hai loài này đã được quan sát ở quần đảo Ryukyu; ngoài ra, C. isosceles còn lai tạp với một loài tạm gọi là C. cf. lunatus ở phía bắc Philippines.

## Phân loại học
Ngoài C. isosceles, C. lunatus còn hình thành một nhóm phức hợp loài cùng với các loài Cirrhilabrus brunneus, Cirrhilabrus johnsoni và Cirrhilabrus squirei.

## Thương mại
C. isosceles được thu thập trong ngành buôn bán cá cảnh.